# Gravetat API
La gravetat API, de les seues sigles en anglès American Petroleum Institute, és una mesura de densitat que descriu com de pesant o lleuger és el petroli comparant-lo amb l'aigua. Si els graus API són majors a 10, és més lleuger que l'aigua i, per tant, suraria en aquesta. La gravetat API és també usada per a comparar densitats de fraccions extretes del petroli. Per exemple, si una fracció de petroli flota en una altra, significa que és més lleugera i, per tant, la seua gravetat API és major. Matemàticament la gravetat API no té unitats (vegeu la fórmula baix). No obstant això sempre al nombre se li col·loca la denominació grau API. La gravetat API és amidada amb un instrument denominat hidròmetre. Existeixen una gran varietat d'aquests instruments.

## Fórmula de la gravetat API
La fórmula usada per a obtenir la gravetat API és la següent: 
Gravetat API = (141,5/GE a 60 °F) - 131,5
La fórmula usada per a obtenir la gravetat específica del líquid derivada dels graus API és la següent:
GE a 60 °F = 141,5/(Gravetat API + 131,5)
60 °F (o 15 5/9 °C) és usat com el valor estàndard per al mesurament i reportes de mesuraments.
Per tant, un cru pesant amb una gravetat específica d'1 (aquesta és la densitat de l'aigua pura a 60 °F) tindrà la següent gravetat API: 
(141,5/1,0) - 131,5 = 10,0 graus API.

## Classificació dels graus
Generalment parlant, un major valor de gravetat API en un producte de refineria representa que aquest té un major valor comercial. Açò bàsicament a causa de la facilitat (operacional i econòmica) de produir destil·lats valuosos com gasolina, jet fuel i gasoli amb alimentacions de crus lleugers i als alts rendiments d'aquests. Aquesta regla és vàlida fins als 45 graus API, més enllà d'aquest valor les cadenes moleculars són tan curtes que fan que els productes tinguen menor valor comercial.
El Petroli és classificat en lleuger, mitjà, pesant i extrapesant, d'acord amb el seu mesurament de gravetat API.
Cru lleuger és definit com el que té gravetats API majors a 31,1 °API
Cru mitjà és aquell que té gravetats API entre 22,3 y 31,1 °API.
Cru pesant és definit com aquell que té gravetats API entre 10 i 22,3 °API.
Crus extrapesants són aquells que tenen gravetats API menors a 10 ° API.